# Spetsnaz (band)
Spetsnaz (vernoemd naar de  Russische speciale militaire eenheid de Spetsnaz) is een EBM duo, geformeerd in Örebro, Zweden door Stefan Nilsson en Pontus Stålberg in 2001.
Spetsnaz werd, geïnspireerd door bands als Nitzer Ebb, Front 242, Die Krupps en DAF, opgericht als een reactie op Futurepop
In november 2006 annuleerde het duo de geplande tour met And One. Het gerucht ging dat de twee leden opgesplitst hadden vanwege onenigheid. Echter, een dag later liet hun record company Out of Line weten dat er geen sprake is van opsplitsing.
In augustus 2009 spelen ze op het M'era Luna festival in Hildesheim Duitsland. 
Na 5 jaar heeft de band het Out of Line label verlaten en bracht de band op 1 maart 2013 weer een nieuw album uit onder de titel "For Generations to Come" via het label Dark Dimensions.

## Discografie
- 2002, Choose Your Weapons - Demo
- 2003+2004, Grand Design Re-Designed
- 2004, Perfect Body - MCD
- 2005, Degenerate Ones - MCD
- 2005, Totalitär
- 2006, Hardcore Hooligans
- 2007, Deadpan
- 2013, For Generations to Come

### Remixes
- Get Your Body Beat on Get Your Body Beat CDS by Combichrist (2006)
- Daydream on "Daydream EP" CD by Obscenity Trial (2007)